# Joaquim Leonel Pereira de Magalhães
Joaquim Leonel Pereira de Magalhães (Alfenas, julho de 1817 — Cabo Verde, Minas Gerais, 21 de julho de 1896) foi um Major da Guarda Nacional, professor, juiz, líder político e proprietário rural brasileiro.

## Biografia
Filho do tenente-coronel Antônio Joaquim Pereira de Magalhães e de Maria Joaquina Feliciana Pereira de Magalhães, pertencia a aristocracia rural sul mineira, descendia por seu pai do Bandeirante Lourenço Castanho Taques, do Capitão-mor governador Pedro Vaz de Barros e Luzia Leme, esta, tia do bandeirante Fernão Dias Pais.

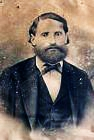
Major Joaquim Leonel Pereira de Magalhães

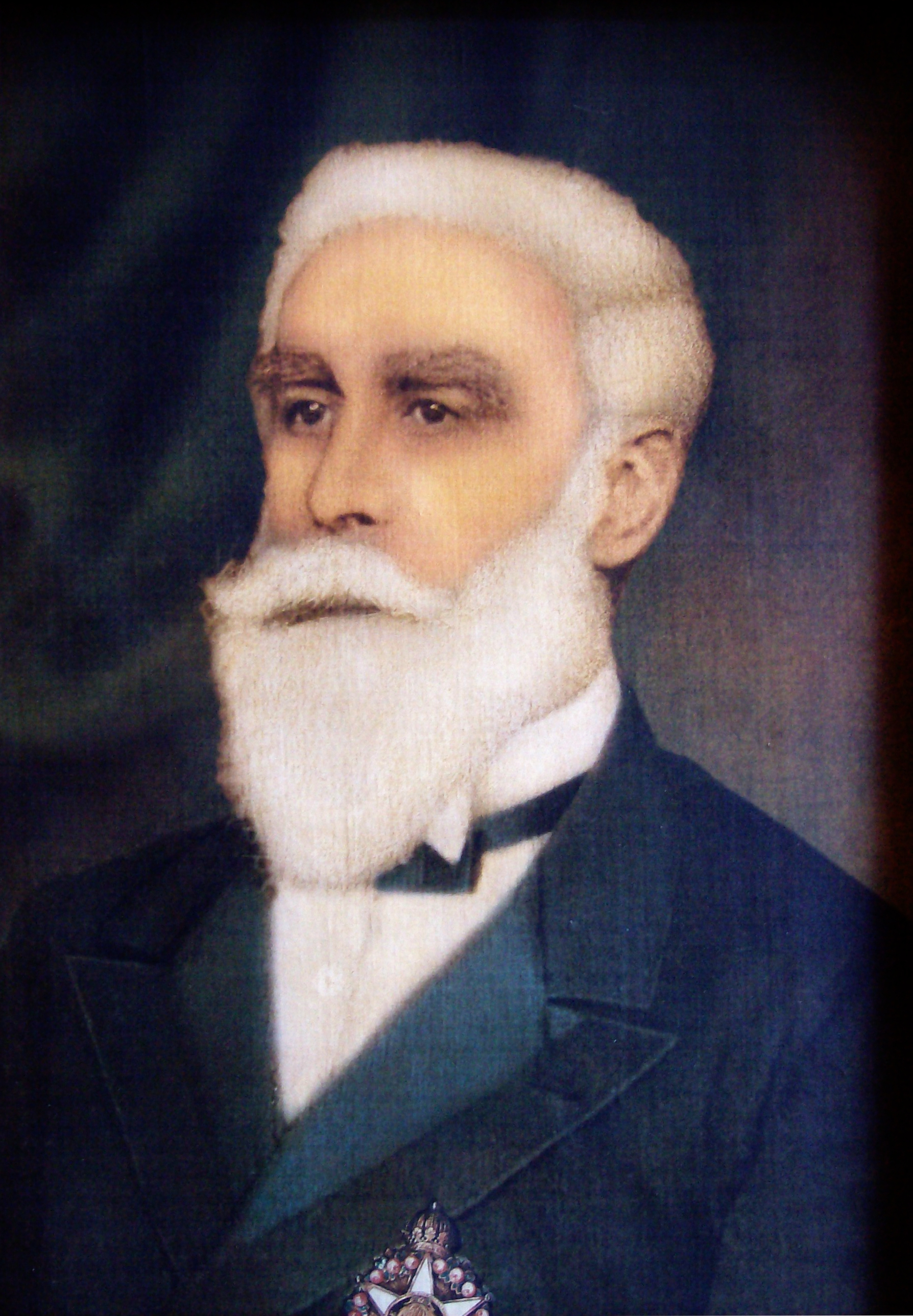
Barão de Cabo Verde e Comendador da Imperial Ordem da Rosa - Tte. Cel. Luiz Antônio de Moraes Navarro - *1831 +1901

Os pioneiros Pereiras de Magalhães penetraram e desbravaram os confins dos sertões incognitos das Minas dos Cataguases, desde o início do século XVIII. Paticiparam da era da mineração da região do Sabará, na Freguesia de Santo Antonio do Val da Campanha do Rio Verde e na grande Freguesia de Nossa Senhora da Assumpção do Cabo Verde. Seus antepassados e descendentes tornaram-se figuras de proa na formação de povoados e vilas que brotaram dentro do grande Distrito da Freguesia de Cabo Verde. 
Educador emérito de Cabo Verde (Minas Gerais) – Patrono da Escola Estadual Major Leonel, naquele município mineiro – desenvolveu, através das varias atividades que exerceu, a cultura, a economia e o bem estar social de sua cidade.
O major Leonel foi personagem principal de vasta e importante familia na história do Arraial, da Vila e da Cidade de Cabo Verde. Desde a mais tenra idade, aos 21 anos, já era escrivão de notas e Juiz de Paz do Distrito da Freguesia de Cabo Verde e acumulava o cargo de Delegado de Polícia. Na primeira legislatura de Cabo Verde foi eleito, em 30 de outubro de 1866, Vereador.
Era membro do corpo de "Eleitores Gerais" do Distrito, da Vila, grande propretário e "abastado fazenderio".
Em 1883, foi eleito Presidente da câmara, segundo suplente do Juiz Municipal e de Orfãos e Delegado de Instrução Pública - do livro do Juizo de Paz - 1838. Atas Camara Municipal e Almanak Sul Mineiro.
Foi casado, em primeiras nupcias, com Cândida Ubaldina de Vasconcelos e em segundas com Ana Custodio de Moraes Navarro, irmã do Barão de Cabo Verde - Luís Antônio de Morais Navarro. De ambos casamentos, Joaquim Leonel totaliza 26 filhos. 
Era bisavô materno do medico da "The Rockefeller Foundation", Dr. Adhemar Paoliello, paterno do ator Tarcísio Meira, tio avô materno do cientista Vital Brasil, de Oscar Americano de Caldas ( pai do empresário Oscar Americano), e avô paterno da primeira mulher de Vital, Maria da Conceição Filipina de Magalhães; tambem foi primo em quarto grau do Protomártir da Independência, Joaquim José da Silva Xavier, o Tiradentes. Uma de suas filhas, Delminda America Pereira de Magalhães, casou-se com Francisco Navarro de Morais Sales, filho do Barão de Cabo Verde e que constituindo seu lar em Muzambinho, Minas Gerais, dirigiu os seus destinos políticos por mais de 20 anos.